# Čyhyryn
Čyhyryn (ukrajinsky Чигирин, přepis z ruštiny Čigirin, polsky Czehryń) je město na Ukrajině. Leží v Čerkaské oblasti na březích řeky Ťasmyn. V letech 1648–1669 byl centrem kozáckého státu a tedy vlastně hlavním městem Ukrajiny. Žije zde přibližně 8 700 obyvatel.